# ناتسومي فوجيوارا
ناتسومي فوجيوارا (藤原夏海 فوجيوارا ناتسومي) هي مؤدية أصوات يابانية ولدت في 2 يونيو في محافظة شيزوؤكا.

## أدوارها في الأنمي

### مسلسلات أنمي تلفزيونية
- ميجر سكند - دايغو شيغينو
- إنجلز أوف ديث - إدي
- البدلة المتنقلة جاندام: أيتام الدم الحديدي - ماكغيليس فاريد (أيام الصبا)
- إندرايد - شون أساناغا (أيام الصبا)
- كواليديا كود - غينكو ساجيهارا
- كيجو!!!!!!!! - أتسوكو يوشيدا
- متاعب سايكي كوسوؤو - توما أكيتشي (أيام الابتدائية)
- عروس الساحر - إيرييل
- دارلينغ إن ذا فرانكس - غورو (أيام الطفولة)
- طوكيو غول:re - تورو موتسوكي
- جاندام بيلد دايفرز - يوكيو هيداكا
- لايتونز ميستري جيرني - كليف مكماهون (أيام الطفولة)
- ملحمة تانيا الآثمة - آيشا شوبرت
- مغامرة جوجو الغريبة: الرياح الذهبية - جورنو جوفانا (أيام الطفولة)
- نهضة بطل الدرع - كيل
- أهيرو نو سورا - سورا كوروماتاني (أيام الطفولة)
- غليبنير (مانغا) - شويتشي كاغايا الطفل

### أنمي الإنترنت
- مونستر سترايك - يويل

## وصلات خارجية
- ناتسومي فوجيوارا على موقع IMDb (الإنجليزية)
- ناتسومي فوجيوارا على موقع ميوزك برينز (الإنجليزية)
- ناتسومي فوجيوارا على موقع قاعدة بيانات الفيلم (الإنجليزية)
- ناتسومي فوجيوارا على موقع كينوبويسك (الروسية)
- ناتسومي فوجيوارا على موقع ANN person (الإنجليزية)